# آلکسی فون یاولنسکی
آلکسی گئورگویچ فون یاولنسکی (روسی: Алексей Георгиевич Явленский؛ ۱۳ مارس ۱۸۶۴ – ۱۵ مارس ۱۹۴۱) نقاش اکسپرسیونیست روسی مقیم آلمان بود. او از چهره‌های کلیدی انجمن هنرمندان جدید مونیخ و از اعضای گروه سوارکار آبی بود.

## نگارخانه

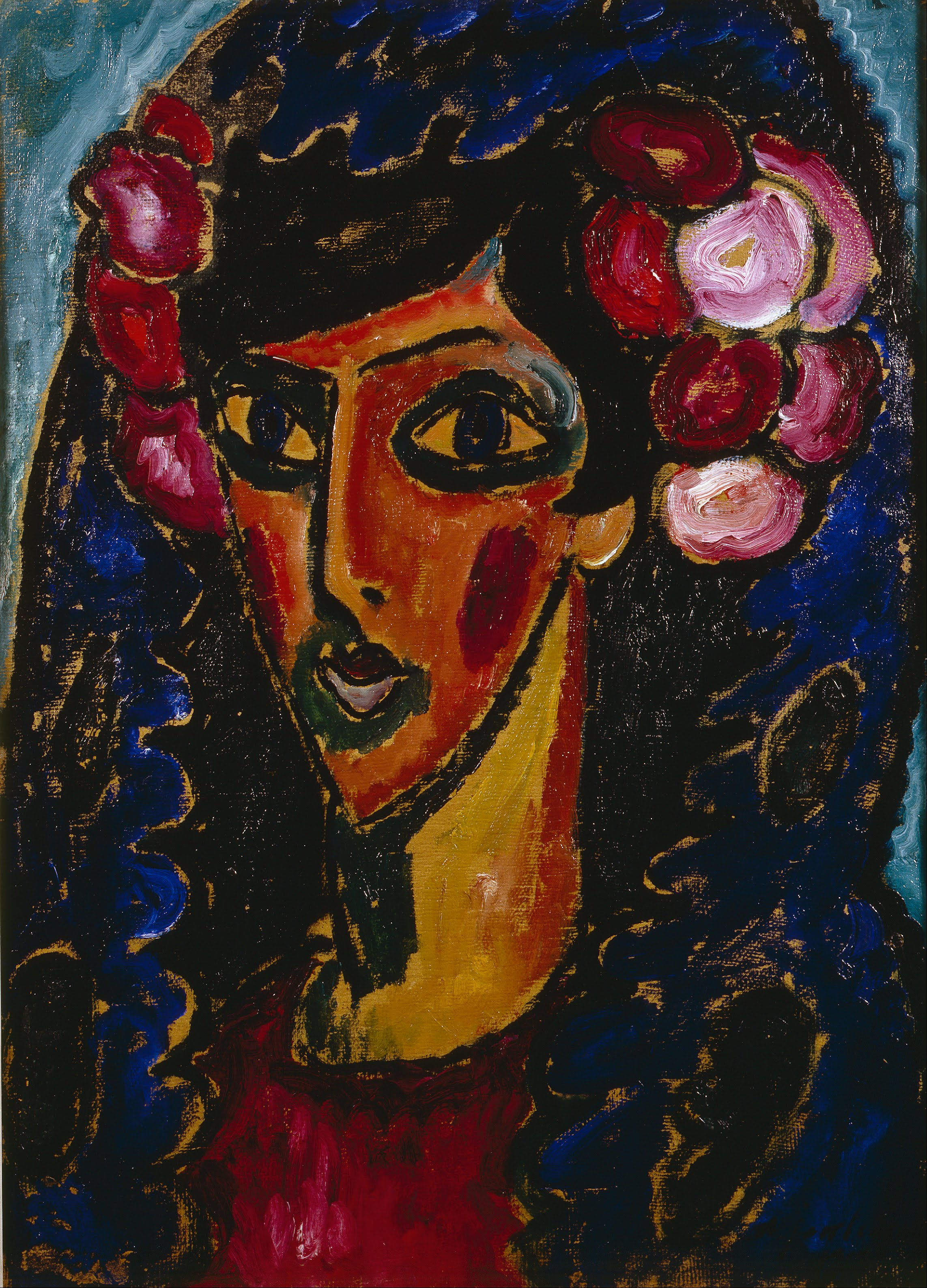
مانتیلای آبی
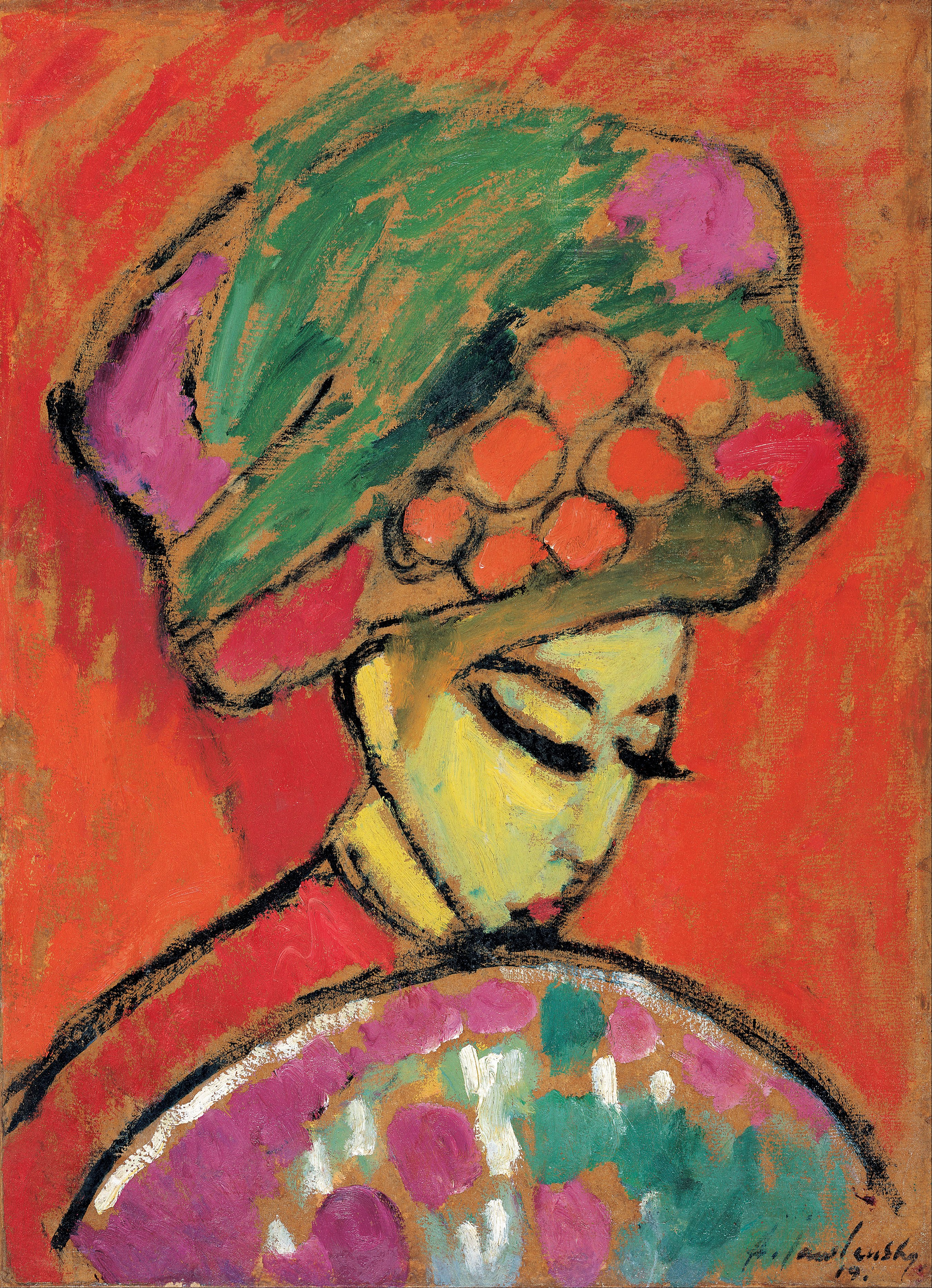
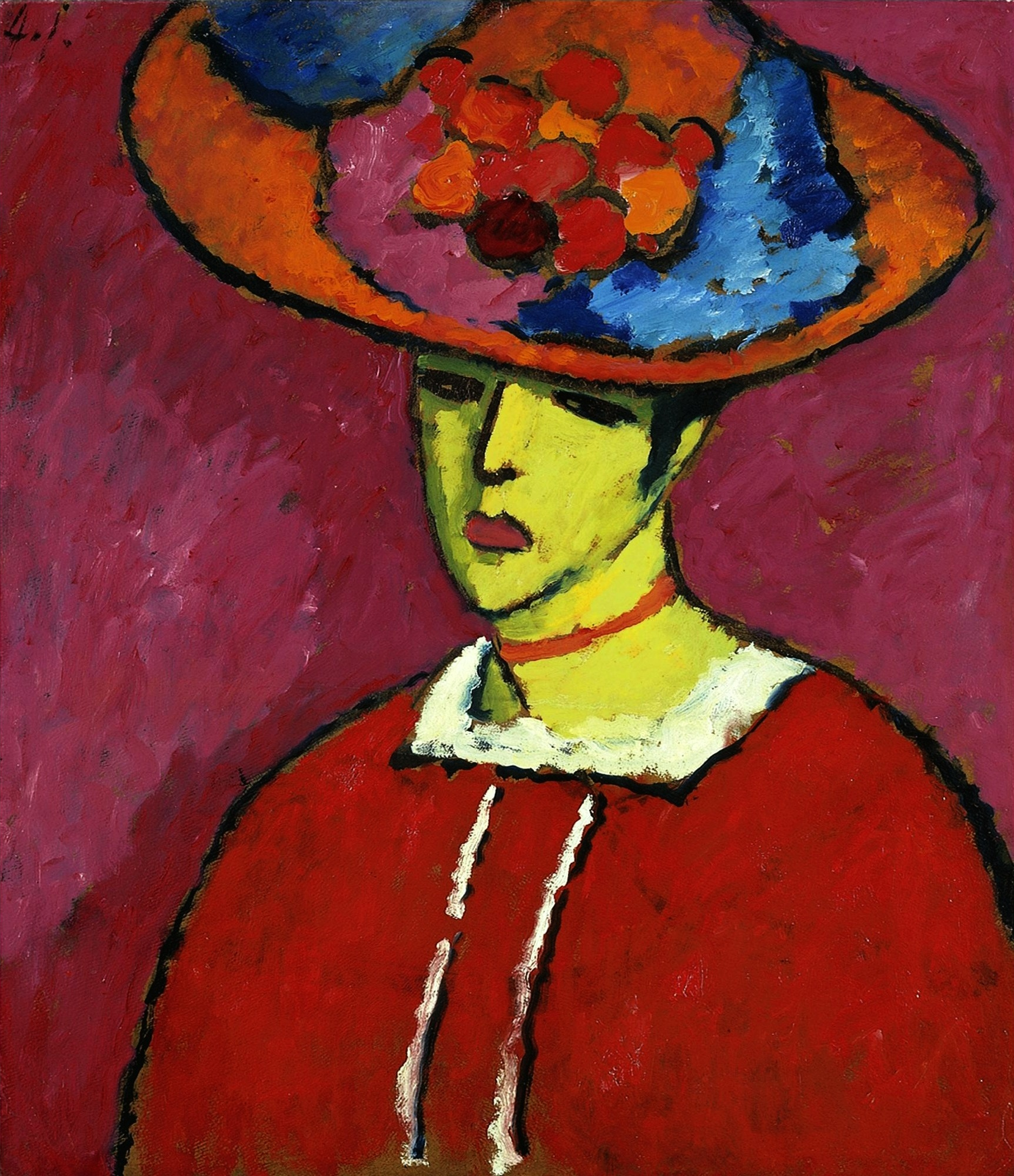
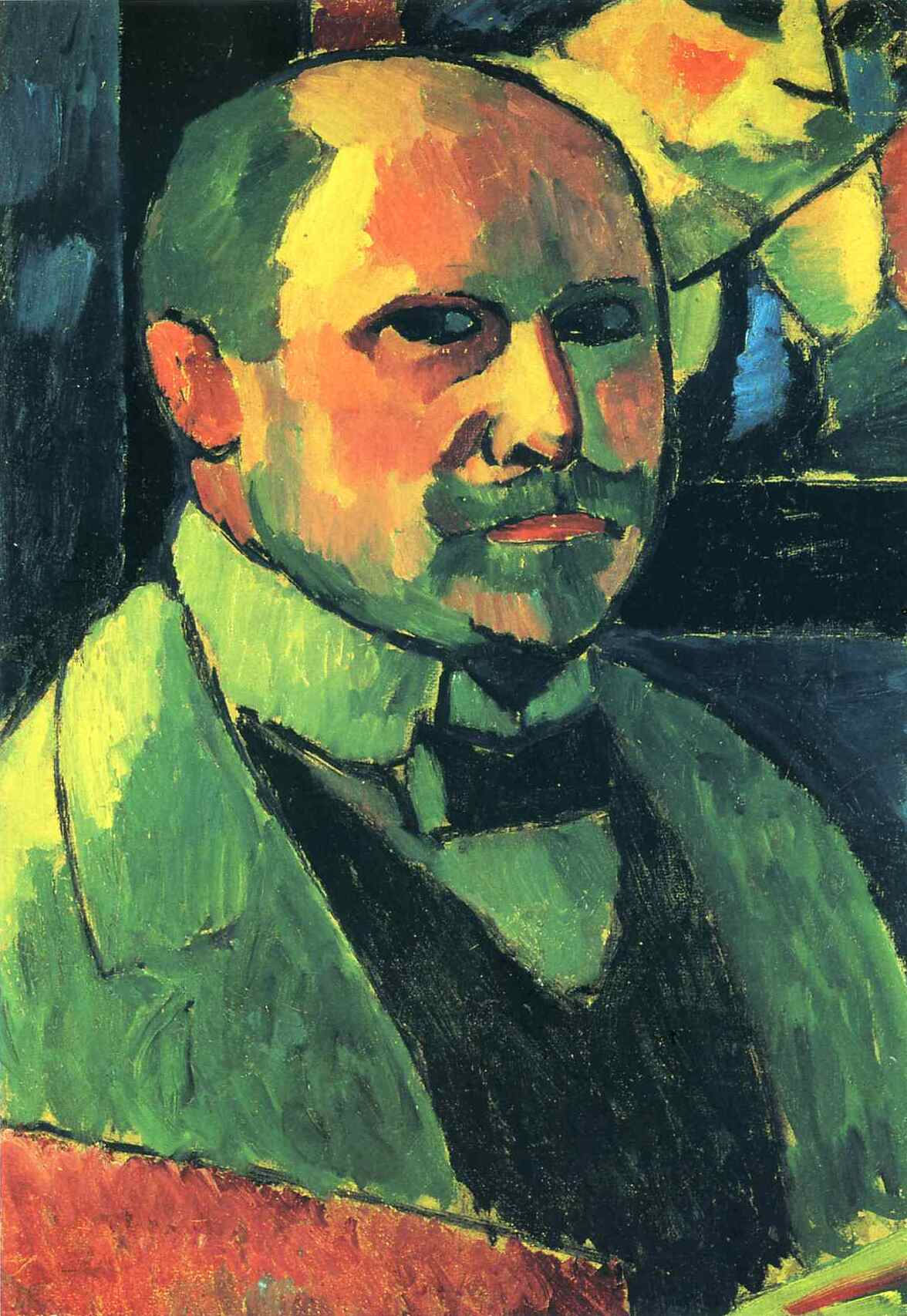
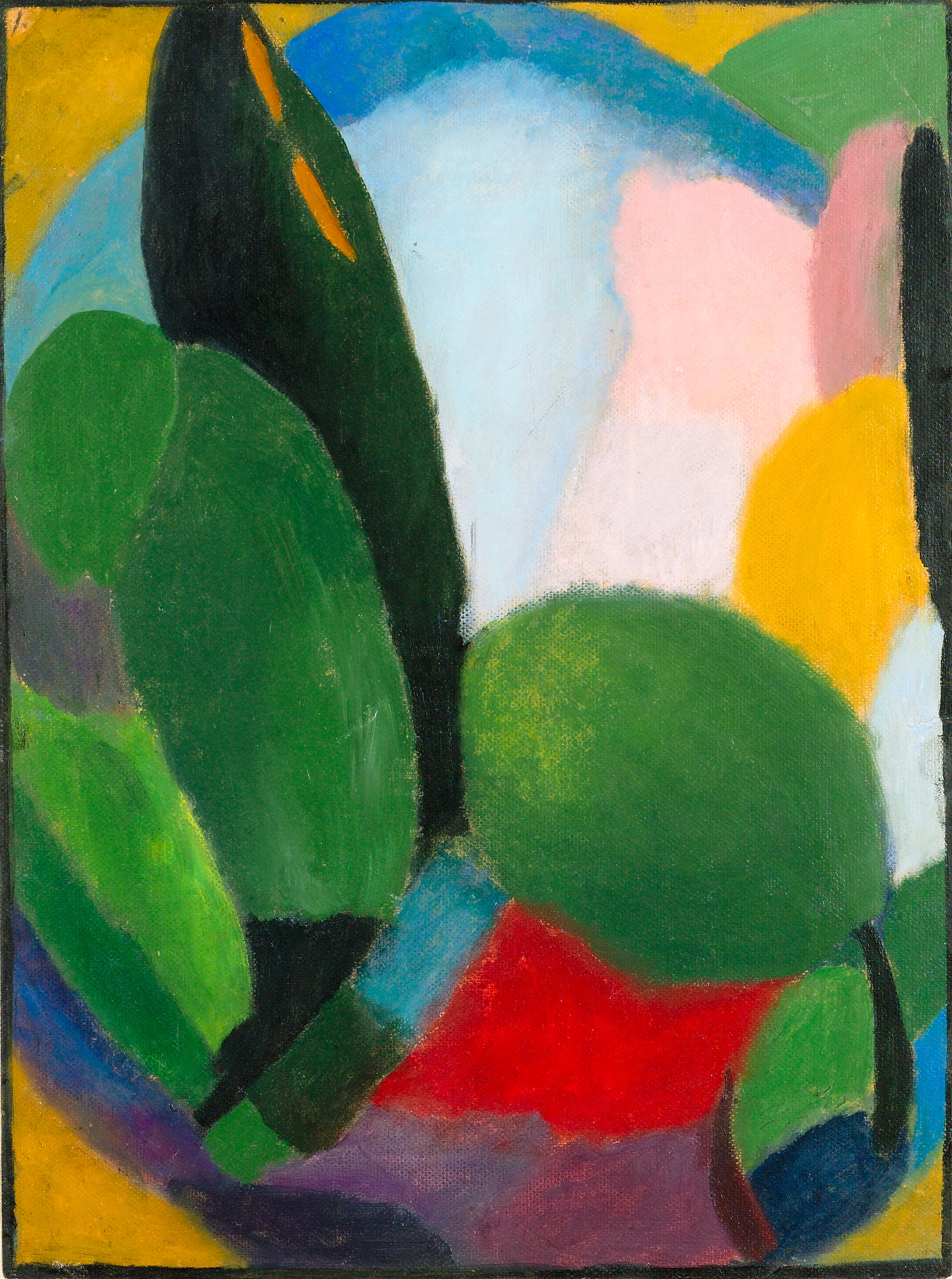
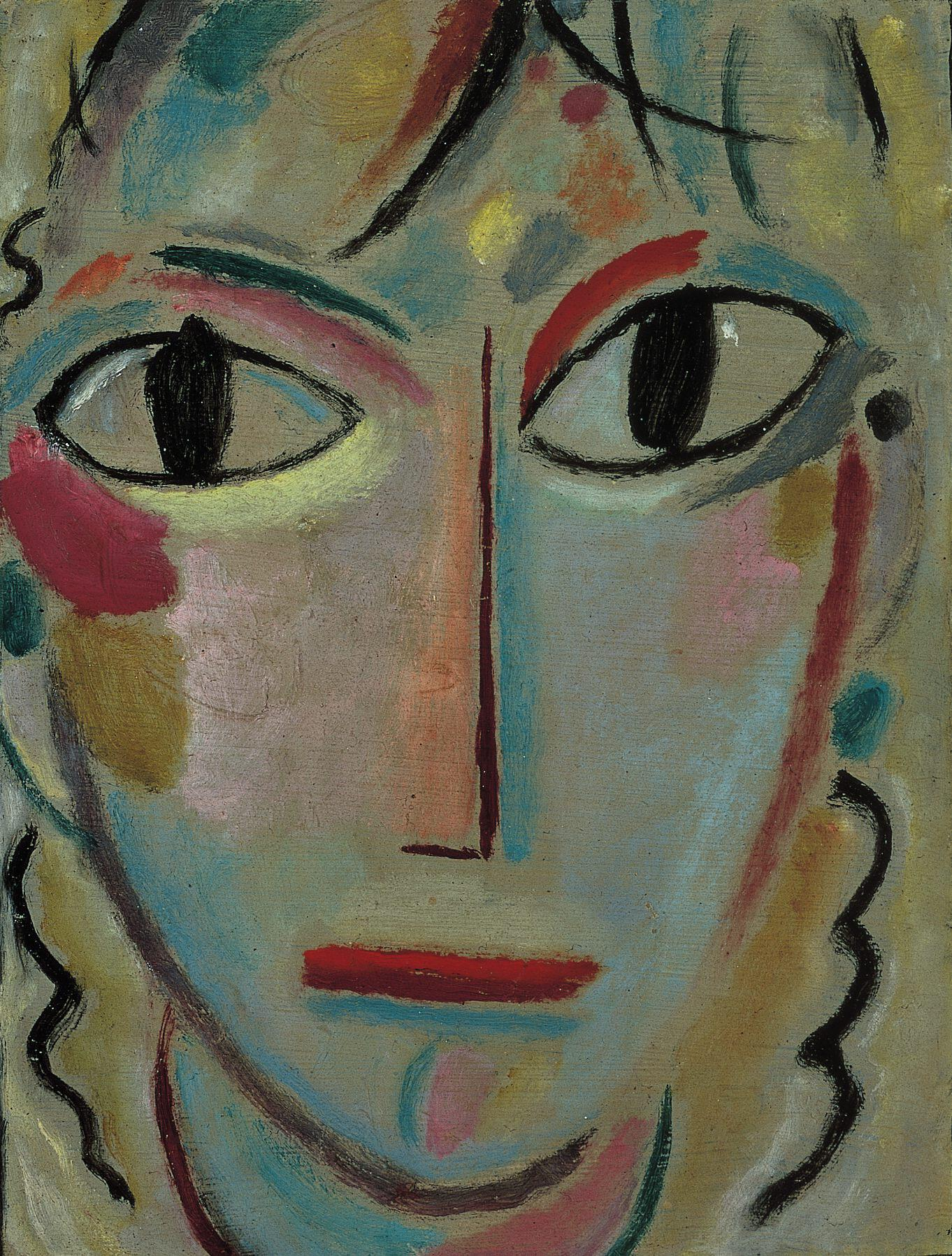
۱۹۱۳ م.
موزه اسرائیل